# Khojankhera
Khojankhera fou un estat tributari protegit a l'agència de Malwa, Índia central.
La superfície era de 13 km² i la població de 549 habitants el 1901. Els ingressos s'estimaven el mateix any en 6.000 rúpies. El sobirà portava el títol de thakur i era un rajput solanki.